# Günther Schumacher
Günther Schumacher (Rostock, 27 juni 1949) was een Duits wielrenner. 
Schumacher won tijdens de Olympische Zomerspelen 1972 in eigen land samen met zijn ploeggenoten de gouden medaille op de ploegenachtervolging. Vier jaar later prolongeerde Schumacher zijn olympische titel op de ploegenachtervolging

## Resultaten
| Jaar | WK                                 | Olympische Zomerspelen |
| ---- | ---------------------------------- | ---------------------- |
| 1970 | ploegenachtervolging               |                        |
| 1972 |                                    | ploegenachtervolging   |
| 1973 | ploegenachtervolging               |                        |
| 1974 | ploegenachtervolging               |                        |
| 1975 | ploegenachtervolging               |                        |
| 1976 |                                    | ploegenachtervolging   |
| 1977 | ploegenachtervolging · 1km tijdrit |                        |

1908: Jones, Kingsbury, Meredith, Payne ·
1920: Magnani, Carli, Ferrario, Giorgetti ·
1924: De Martini, Dinale, Menegazzi, Zucchetti ·
1928: Facciani, Gaioni, Lusiani, Tasselli ·
1932: Pedretti, Borsari, Cimatti, Ghilardi ·
1936: Nizerhy, Charpentier, Goujon, Lapébie ·
1948: Decanali, Adam, Blusson, Coste ·
1952: Morettini, Campana, de Rossi, Messina ·
1956: Gasparella, Domenicali, Faggin, Gandini ·
1960: Vigna, Arienti, Testa, Vallotto ·
1964: Streng, Claesges, Henrichs, Link ·
1968: Lyngemark, Olsen, Asmussen, Jensen ·
1972: Schumacher, Colombo, Haritz, Hempel ·
1976: Vonhof, Braun, Lutz, Schumacher ·
1980: Manakov, Movtsjan, Ossokin, Petrakov ·
1984: Grenda, Turtur, Nichols, Woods ·
1988: Jekimov, Kasputis, Neljoebin, Oemaras ·
1992: Fulst, Glöckner, Lehmann, Steinweg ·
1996: Capelle, Ermenault, Monin, Moreau ·
2000: Fulst, Bartko, Becke, Lehmann ·
2004: Brown, McGee, Lancaster, Roberts ·
2008: Clancy, Manning, Thomas, Wiggins · 
2012: Burke, Clancy, Kennaugh, Thomas · 
2016: Burke, Clancy, Doull, Wiggins · 
2020: Consonni, Ganna, Lamon, Milan · 
2024:  Bleddyn, Welsford, Leahy, O'Brien